# Citharinops distichodoides
Citharinops distichodoides es una especie de peces de la familia Citharinidae en el orden de los Characiformes.

## Subespecies
- Citharinops distichodoides distichodoides (Pellegrin, 1919)
- Citharinops distichodoides thomasi (Pellegrin, 1924)

## Hábitat
Es un pez de agua dulce